# Rajitha Neranjan Rajakaruna
Rajakaruna Mudiyanselage Rajitha Neranjan Rajakaruna (singhalesisch රාජිත නිරංජන්, * 3. Januar 1997) ist ein sri-lankischer Sprinter, der sich auf den 400-Meter-Lauf spezialisiert hat. 2023 wurde er Asienmeister in der 4-mal-400-Meter-Staffel.

## Sportliche Laufbahn
Erste internationale Erfahrungen sammelte Rajitha Neranjan Rajakaruna im Jahr 2019, als er bei den Südasienspielen in Kathmandu in 3:08,04 min die Goldmedaille mit der sri-lankischen 4-mal-400-Meter-Staffel gewann. 2023 belegte er bei den Asienmeisterschaften in Bangkok in 46,60 s den achten Platz über 400 Meter und siegte mit der Staffel in 3:01,56 min gemeinsam mit Aruna Dharshana, Pabasara Niku und Kalinga Kumarage und stellte damit einen neuen Meisterschafts- und Landesrekord auf. Im August schied er bei den Weltmeisterschaften in Budapest mit 3:03,25 min im Vorlauf mit der Staffel aus und im Oktober gewann er bei den Asienspielen in Hangzhou in 3:02,55 min gemeinsam mit Aruna Dharshana, Pabasara Niku und Kalinga Kumarage die Bronzemedaille hinter den Teams aus Indien und Katar. 2025 verhalf er der Staffel bei den Asienmeisterschaften in Gumi zum Finaleinzug.
2023 wurde Niranjan sri-lankischer Meister in der 4-mal-400-Meter-Staffel.

## Persönliche Bestleistungen
- 300 Meter: 34,08 s, 17. März 2021 in Colombo
- 400 Meter: 45,98 s, 28. Juli 2023 in Diyagama